# کارل دیوید تولمه رونگه
کارل دیوید تولمه رونگه (به آلمانی: Karl David Tolmé Runge)

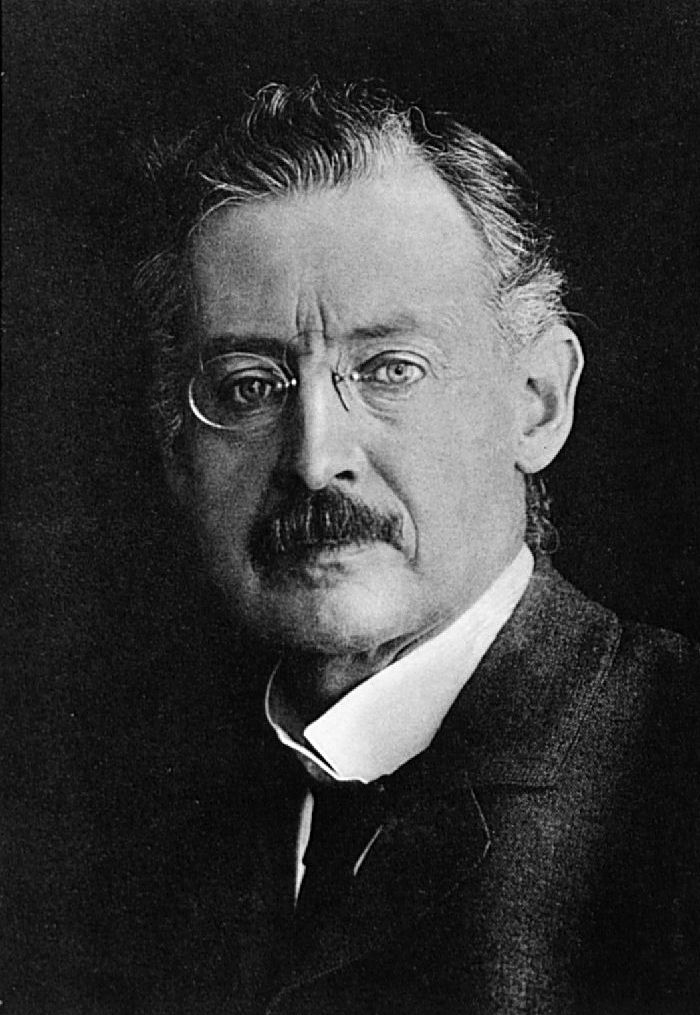
کارل دیوید تولمه رونگه، ریاضی‌فیزیک‌دان آلمانی

(۳۰ اوت ۱۸۵۶ - ۳ ژانویه ۱۹۲۷) ریاضی‌دان، فیزیک‌دان، و طیف‌شناس آلمانی بود.
او از توسعه‌دهندگان و همکاران روش‌های رونگه‐کوتا بود که امروزه در آنالیز عددی کاربرد بسیار یافته‌اند.

## زندگی
او چند سال اول عمر خود را در هاوانا، جایی که پدرش یولیوس رونگه کنسول دانمارک بود، به سر برد. خانواده بعد به برمن نقل مکان کرد و در همانجا بود که پدر کارل فوت کرد (در سال ۱۸۶۴). در سال ۱۸۸۰ او موفق به دریافت دکترای خود در ریاضیات از دانشگاه برلین شد. در سال ۱۸۸۶، او در هانوور استاد شد.

## افتخارات
دهانه رونگه بر سطح ماه به افتخار کارهای علمی او نامگذاری شده است.